# 東斯拉沃尼亞、巴蘭尼亞和西斯雷姆塞爾維亞自治州
東斯拉沃尼亞、巴蘭尼亞和西斯雷姆塞爾維亞自治州是克羅埃西亞國內的一個塞爾維亞人自治州。後來加入克拉伊納塞爾維亞人共和國。自治州一直存在至1995年。南斯拉夫內戰結束之後，該自治州被撤銷。